# 最後の願い
「最後の願い」（さいごのねがい）は、Bluem of Youthのデビューシングル。Epic/Sony Recordsから1995年10月10日に発売された。

## 解説
- 『雷波少年』のラストツアーの企画でブレイクしたBluem of Youthのデビューシングル。
- 現在は廃盤となっており、入手困難である。

## 収録曲
1. 最後の願い
作詞：別所悠二　作曲・編曲：松ケ下宏之
2. The river goes on...
作詞・作曲・編曲：松ケ下宏之
3. 最後の願い（Instrumental）
4. The river goes on...（Instrumental）